# Seznam čeških poslovnežev
Seznam čeških poslovnežev.

## B
- Andrej Babiš
- Antonín Baťa
- Jan Antonín Baťa
- Bruno Bauer
- Moritz von Bauer
- Tomáš Baťa
- Joseph Bulova

## H
- Vácslav Havel

## K
- Petr Kellner (1964-2021)
- Ray Kroc

## L
- Václav Laurin in Václav Klement = Škoda

## N
- Anna Náprstková (1788-1873)

## P
- Antonín Petrof

## Š
- Emil Škoda = Škoda
- Ignác Šechtl
- Ignác Šustala